# Mesonchium angelae
Mesonchium angelae är en rundmaskart som beskrevs av John Inglis 1968. Mesonchium angelae ingår i släktet Mesonchium och familjen Comesomatidae. Inga underarter finns listade i Catalogue of Life.